# Niżnie Kasprowe Siodło
Niżnie Kasprowe Siodło – płytka przełączka w północno-wschodniej grani Kasprowego Wierchu w polskich Tatrach Zachodnich. Znajduje się pomiędzy kulminacją Uhrocia Kasprowego (1852 m) a Małym Uhrociem Kasprowym (1750 m). Od południowej strony stoki spod przełęczy opadają do Doliny Gąsienicowej. Są całkowicie zarośnięte bujną kosodrzewiną. Od północnej strony stoki opadają do Zielonego Koryciska w Dolinie Kasprowej i są kosodrzewinowo-trawiaste.